# Itauara brasiliana
Itauara brasiliana är en nattsländeart som först beskrevs av Martin E. Mosely 1939.  Itauara brasiliana ingår i släktet Itauara och familjen stenhusnattsländor. Inga underarter finns listade i Catalogue of Life.